# Харитонов, Борис Степанович
Харитонов Борис Степанович (6 сентября 1934, село Ладан, Черниговская область — 28 июля 2018) — советский и украинский актёр. Заслуженный артист Украины (1997).

## Биография
Родился 6 сентября 1934 года в с. Ладан Черниговской области.
Проходя срочную службу в Советской армии служил в ансамбле песни и пляски Прикарпатского военного округа.
В 1953 году окончил Львовский техникум железнодорожного транспорта. 
Работал на строительстве БАМа, награждён знаком «За культурное обслуживание строителей БАМа».
В 1961 году окончил Киевский национальный университет театра, кино и телевидения имени И. К. Карпенко-Карого.
С года 1965 - актёр Киевского ТЮЗа, выступал на эстраде в составе групп Укрконцерта, снимался в кино.
Был телеведущим детской передачи «Вечерняя сказка с Дедушкой Харитоном» на украинском телевидении.
Умер в 2018 году, похоронен на кладбище Софиевской Борщаговки в Киеве.

## Фильмография
1. 1959 — Иванна — эпизод
2. 1960 — Крепость на колёсах — радист
3. 1964 — Лушка — эпизод
4. 1964 — Ключи от неба — эпизод
5. 1989 — Войди в каждый дом — эпизод
6. 1995 — Репортаж — хозяин ресторана
7. 1999 — День рождения Буржуя — эпизод
8. 2000 — Непокорённый — Шубладзе, врач
9. 2000 — Чёрная рада — эпизод
10. 2001 — Леди Бомж — немец
11. 2002 — Золотая лихорадка — эпизод
12. 2003 — Роксолана 3 — эпизод
13. 2006 — Возвращение Мухтара3 — хозяин квартиры (серия «Родственница»)
14. 2008 — Возвращение Мухтара4 — сосед Петров (серия «Железный расчет»)
15. 2009 — По закону — Липман
16. 2009 — Хлебный день — нищий у церкви
17. 2012 — Анна Герман. Тайна белого ангела — врач в Москве
18. 2012 — Обучаю игре на гитаре — Николай Петрович